# Єзеро (Требнє)
Єзеро (словен. Jezero) — поселення в общині Требнє, регіон Південно-Східна Словенія, Словенія.